# Distrikt Acoria
Der Distrikt Acoria liegt in der Provinz Huancavelica der Region Huancavelica in Südzentral-Peru. Der Distrikt ist mit 535,1 km² der flächenmäßig größte Distrikt der Provinz. Beim Zensus 2017 lebten 17.800 Einwohner im Distrikt. Im Jahr 1993 lag die Einwohnerzahl bei 22.656, im Jahr 2007 bei 31.299. Die Bevölkerung besteht überwiegend aus Angehörigen indigener Völker, deren Muttersprache Quechua ist. Die Distriktverwaltung befindet sich in der am Río Ichu auf einer Höhe von 3167 m gelegenen Kleinstadt Acoria mit 1280 Einwohnern (Stand 2017). Diese wurde vor über 400 Jahren von Francisco Pizarro als San Lorenzo gegründet.

## Geographische Lage
Der Distrikt Acoria liegt im Nordosten der Provinz Huancavelica. Die Stadt Acoria liegt etwa 20 km nordöstlich der Regionshauptstadt Huancavelica. Der Distrikt liegt im ariden Andenhochland. Der Fluss Río Ichu durchfließt den Westteil des Distrikts in nördlicher Richtung. Der Río Mantaro verläuft entlang der nördlichen und nordöstlichen Distriktgrenze.
Der Distrikt Acoria grenzt im Norden an die Distrikte Ahuaycha, Pampas und Quichuas (alle drei in der Provinz Tayacaja), im Osten an die Distrikte Cosme (Provinz Churcampa), Andabamba  und Paucará (die letzten beiden in der Provinz Acobamba), im Süden an den Distrikt Yauli sowie im Westen an die Distrikte Huancavelica, Palca, Huando und Mariscal Cáceres.

## Ortschaften
Neben Acoria gibt es folgende Ortschaften:
- Achapata
- Alto Andino
- Alto Pongo
- Amaco
- Añancusi
- Añaylla
- Andabambilla
- Antaymisa
- Atocchuasi
- Auquis
- Ayaccocha
- Baylon
- Buenos Aires
- Carpas
- Ccaccasiri
- Ccarahuasa
- Ccasipata
- Ccatcco
- Ccocha
- Ccosnipuquio
- Chaynapampa
- Chilcapuquio
- Chillhuaccasa
- Chunca
- Chupaca
- Conchan
- Coricancha
- Huallaccoto
- Huanaspampa
- Huanopata
- Huari
- Huiñacc Centro
- Huiñacc Pampa
- Huracan
- Jatunpampa
- Jatuspapa
- Jose Carlos Mariategui
- Laimina
- Lirio
- Llacco
- Llahuecc
- Llocllapampa
- Los Angeles
- Los Angeles de Ccarahuasa
- Los Brillantes
- Los Libertadores
- Machoera
- Maritana
- Motoy
- Muquecc Alto
- Muquecc Bajo
- Naranja
- Ocopa
- Pallalla
- Palmadera
- Palmira
- Paltamachay
- Pampa Coris
- Panccan
- Pillcocancha
- Puca Ticlla
- Pucuto
- Pueblo Libre
- Pueblo Libre de Atayllama
- Quimina
- Rosario
- Ruruncancha
- San Isidro de Ampurhuay
- San Juan
- San Juan de Ampurhuay
- San Miguel de Puccaccocha
- Santa Cruz
- Silva
- Tres de Mayo
- Tres Estrellas
- Troya
- Union Ambo
- Union Progreso
- Uyrumpi
- Yacuy
- Yanaocco